# DF Возничего
DF Возничего (лат. DF Aurigae) — одиночная переменная звезда в созвездии Возничего на расстоянии (вычисленном из значения параллакса) приблизительно 5068 световых лет (около 1554 парсеков) от Солнца. Видимая звёздная величина звезды — от +15,3m до +14,8m.

## Характеристики
DF Возничего — красная пульсирующая медленная неправильная переменная звезда (LB) спектрального класса M6. Эффективная температура — около 3294 К.